# Fred Tyler
Fred Tyler (Estados Unidos, 15 de marzo de 1954) es un nadador estadounidense retirado especializado en pruebas de estilo libre, donde consiguió ser campeón olímpico en 1972 en los 4x200 metros estilo libre.

## Carrera deportiva
En los Juegos Olímpicos de Múnich 1972 ganó la medalla de oro en los 4x200 metros estilo libre, con un tiempo de 7:35.78 segundos, por delante de Alemania Occidental y la Unión Soviética, siendo sus compañeros de equipo: John Kinsella, Steve Genter y Mark Spitz.